# Heinrich Prell
Heinrich Bernward Prell (* 11. Oktober 1888 in Kiel; † 25. April 1962 in Tharandt, nach anderen Quellen in Dresden) war ein deutscher Zoologe und Forstwissenschaftler.

## Leben

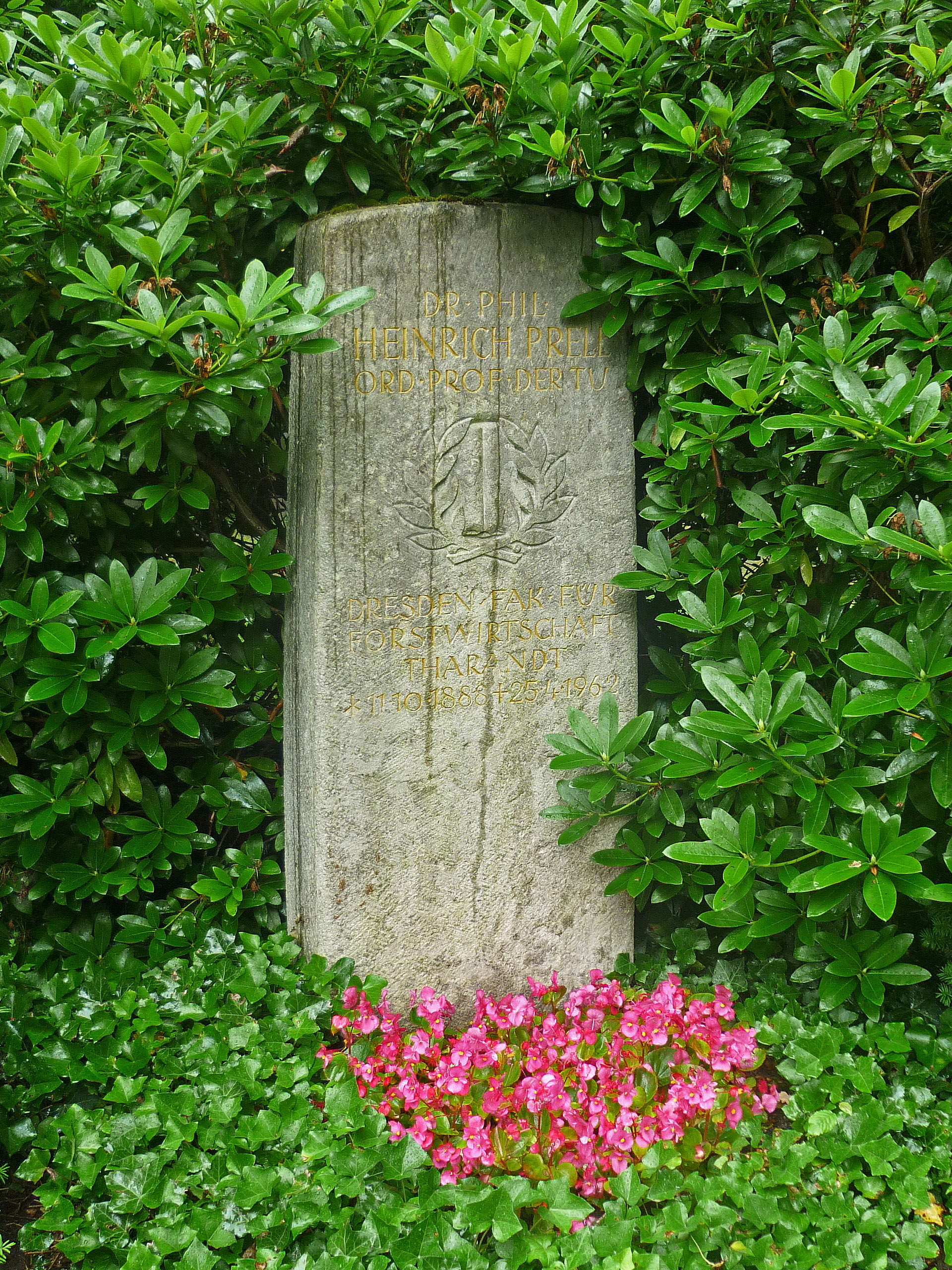
Grab von Heinrich Prell auf dem Loschwitzer Friedhof

Heinrich Prell entstammt einer Künstlerfamilie. Sein Vater Hermann Prell erhielt 1892 eine Professur an der Akademie der bildenden Künste Dresden. Nach dem Abitur 1907 studierte er in Freiburg, München und Marburg Medizin und Naturwissenschaften und spezialisierte sich auf Zoologie. Nach der Promotion 1913 in Marburg ging er als Assistent zu Karl Escherich an die Sächsische Forstakademie Tharandt. Nach dem Weggang Escherichs aus Tharandt wechselte Prell zur Universität Tübingen zu Friedrich Blochmann (1858–1931). Schon im Sommer 1914 habilitierte sich Prell mit einer Arbeit „Über die Beziehungen zwischen primären und sekundären Sexualcharakteren bei Schmetterlingen“ und wurde Privatdozent für Zoologie und vergleichende Anatomie. Er hielt unter anderem auch Vorlesungen über Fischkunde, Fischereiwesen und Entwicklungsgeschichte der Tiere. Nach einem Einsatz als Feldunterarzt in bakteriologischen Laboratorien der Wehrmacht im Ersten Weltkrieg wurde er 1919 zum a. o. Professor an der Universität Tübingen ernannt. 1923 nahm er einen Ruf als ordentlicher Professor an die Forstliche Hochschule Tharandt an. In dieser Zeit heiratete er die promovierte Zoologin Adrienne Renée Koehler. Seit 1927 war Prell Rektor der Forstlichen Hochschule Tharandt. Durch den Anschluss an die Technische Hochschule Dresden 1929 rettete er die durch Sparmaßnahmen bedrohte Einrichtung in Tharandt. Im November 1933 unterzeichnete er das Bekenntnis der Professoren an den deutschen Universitäten und Hochschulen zu Adolf Hitler. 
Nach dem Ende des Zweiten Weltkrieges übernahm Prell neben seinen Verpflichtungen in Tharandt den Lehrstuhl für Allgemeine Zoologie der mathematisch-naturwissenschaftlichen Fakultät in Dresden bis zu dessen Neubesetzung 1954. Außerdem rettete er erneut den Standort Tharandt. 1951 wurde seine wissenschaftliche Tätigkeit durch eine Mitgliedschaft in der Sächsischen Akademie der Wissenschaften in Leipzig geehrt. Nach der Emeritierung 1957 führte er den Lehrstuhl auf Wunsch der Fakultät trotz mehrfacher schwerer Erkrankungen weiter.

## Wissenschaftliche Arbeitsgebiete
Prells wissenschaftliche Arbeiten umfassten hauptsächlich die Entomologie. Er beschäftigte sich mit der Morphologie der Beintastler (Protura) und Schmetterlinge, mit Virusinfektionen bei Forstschädlingen, beim Seidenspinner (Bombyx mori) und bei der Honigbiene (Apis mellifera), mit Bienenverlusten durch Industrieabgase und mit Gradationen des Grauen Lärchenwicklers (Zeiraphera griseana) und der Nonne (Lymantria monacha). Außerdem hat er sich mit Pelztierkunde beschäftigt und war von 1927 bis 1933 Mitglied des Sonderausschusses für Pelztierzucht der Deutschen Landwirtschaftsgesellschaft zu Berlin und wurde 1931 Mitglied des Sachverständigen-Ausschusses für Pelztierzucht bei der Reichszentrale für Pelztier- und Rauchwarenforschung in Leipzig. Nebenbei beschäftigte er sich auch mit historischer Zoologie, mit Paarungs- und Tragzeiten einiger Wildarten (Reh, Braunbär, einige Marderarten) und mit dem Einfluss von Hüttenrauchbestandteilen auf den Haarverlust des Rotwildes.